# Metaphycus distentus
Metaphycus distentus är en stekelart som beskrevs av Annecke och Mynhardt 1981. Metaphycus distentus ingår i släktet Metaphycus och familjen sköldlussteklar.
Artens utbredningsområde är Uganda. Inga underarter finns listade i Catalogue of Life.